# Bettmar (Schellerten)

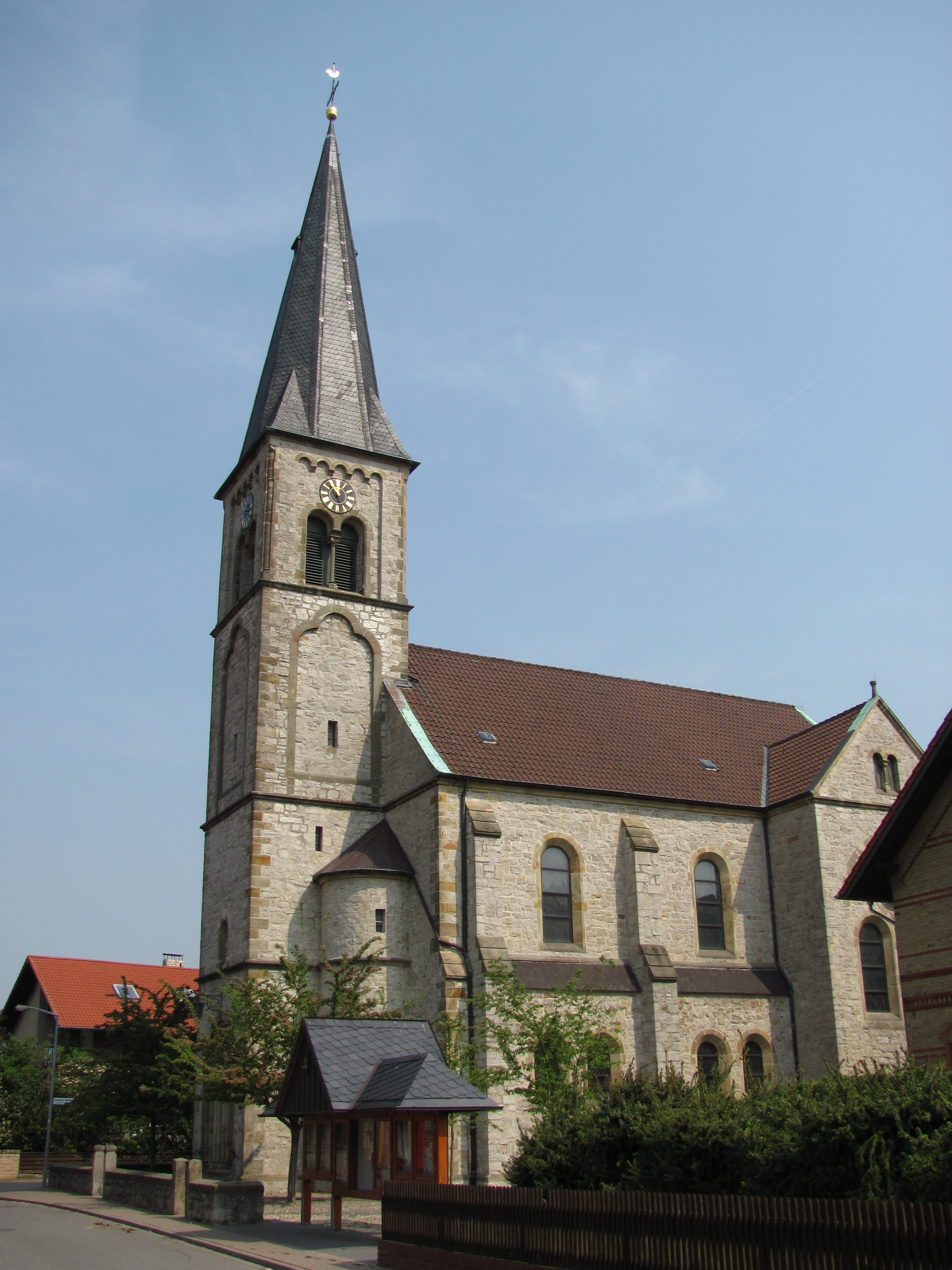
Pfarrkirche St. Katharina

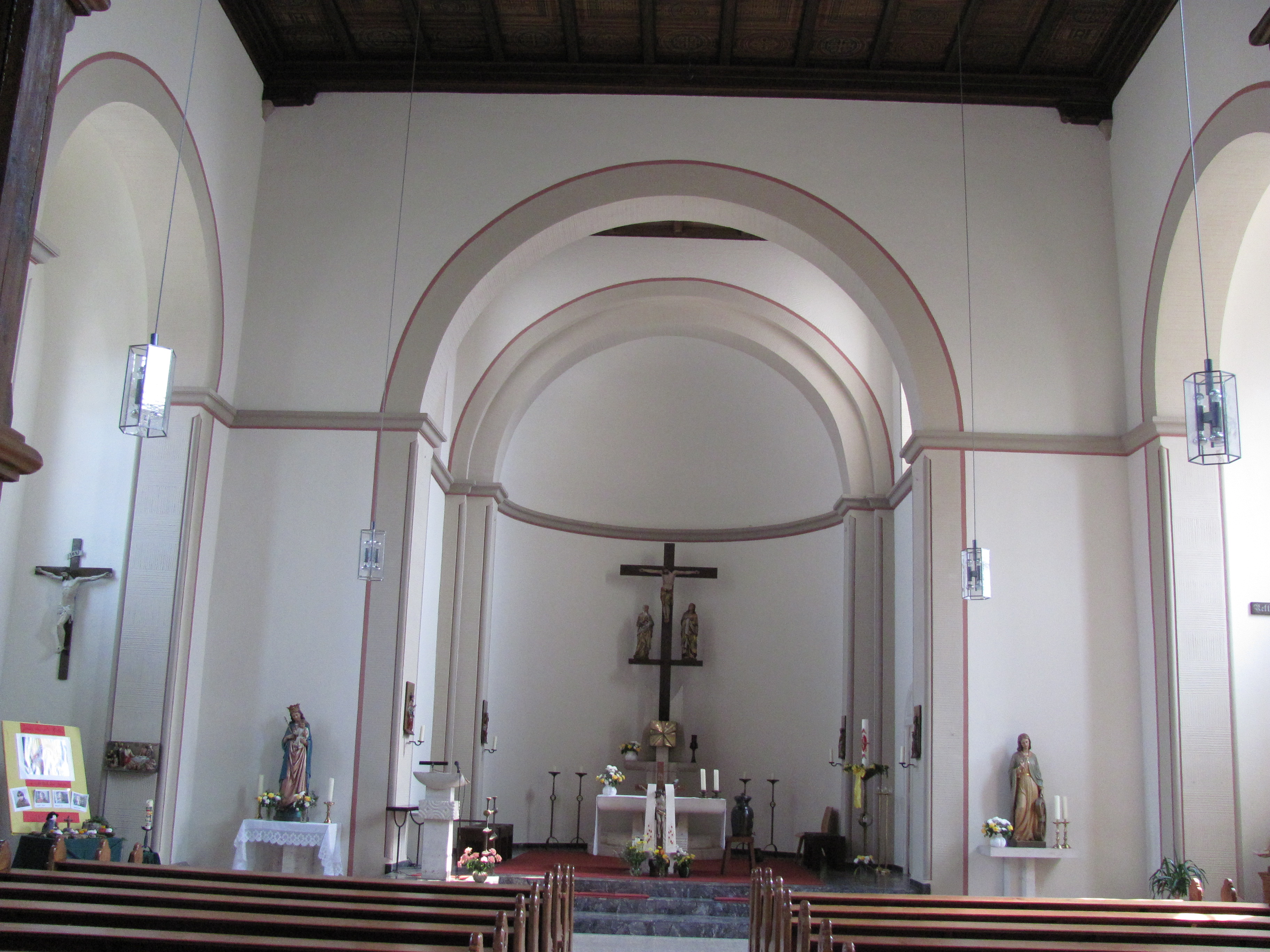
Pfarrkirche St. Katharina

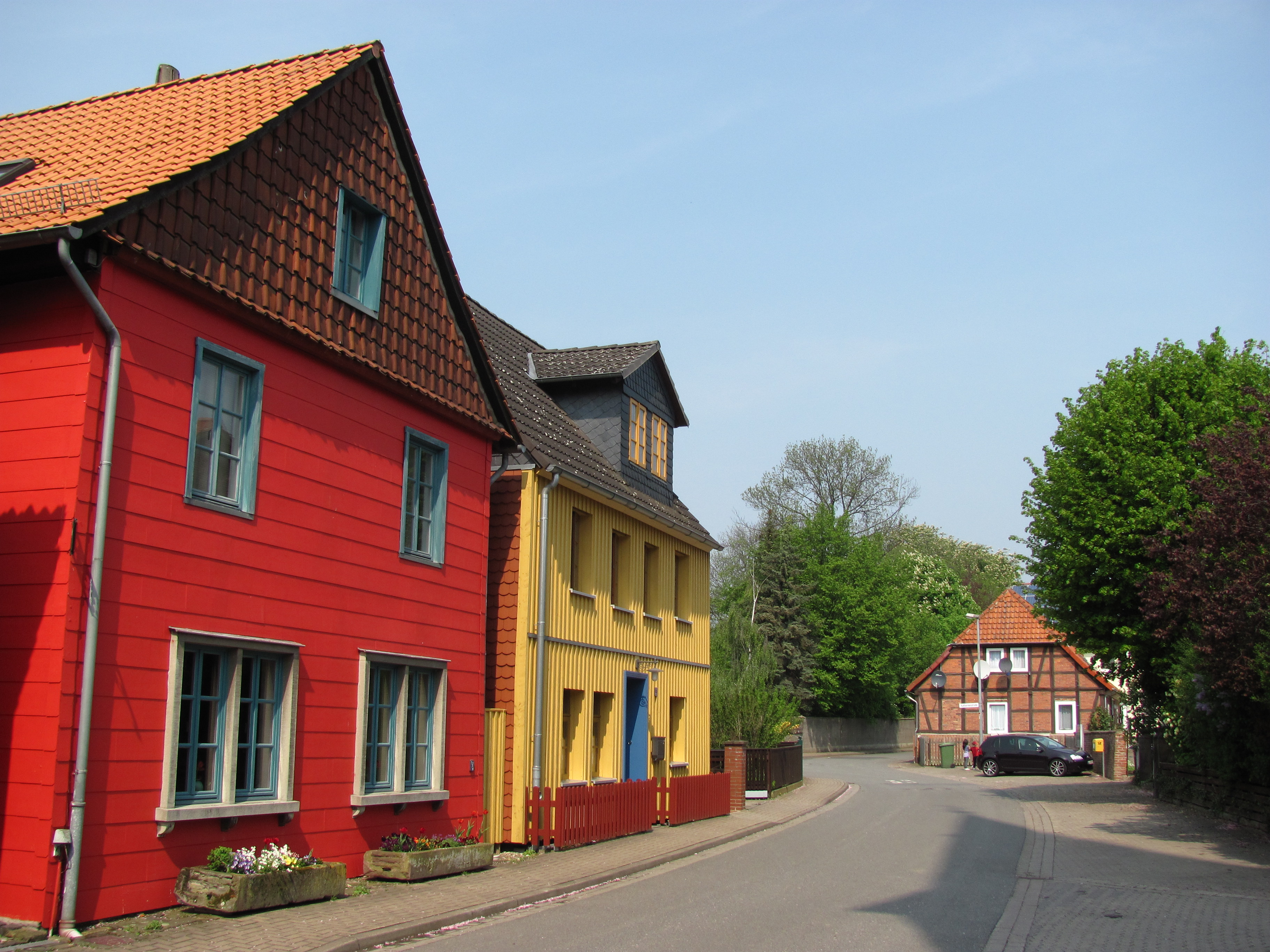
Turmstraße

Bettmar „bei Hildesheim“ ist ein Ortsteil der Gemeinde Schellerten im Landkreis Hildesheim und ist nicht zu verwechseln mit dem ebenfalls niedersächsischen und 23 Kilometer weiter östlich liegenden Ortsteil Bettmar „bei Braunschweig“ der Gemeinde Vechelde im Landkreis Peine.

## Geografie
Bettmar liegt in der Hildesheimer Börde sieben Kilometer östlich von Hildesheim an der Bundesstraße 1 in Richtung Braunschweig und ist über die Bundesautobahn 7 (Anschlussstelle Nr. 62 = Hildesheim) zu erreichen. Die westliche Ortsgrenze ist die Stadtgrenze von Hildesheim. Bis zum Verwaltungszentrum Schellerten sind es vier Kilometer. Unmittelbar nördlich des Ortes verläuft die Bahnstrecke Hildesheim–Braunschweig. Die nächste Bahnstation ist Hildesheim.

## Ortsname
Die Endung „mer“ bzw. „mar“ ist eine Ableitung aus dem althochdeutschen „mari“, was auf „sumpfigen Boden“ hinweist.

## Geschichte
Zum ersten Male wird Betmer im Jahre 1204 urkundlich erwähnt, als in einem Schriftstück des Hildesheimer Johannisstiftes Grundbesitz in dem Ort nennt. Aus der kleinen Siedlung entstand ein Bauerndorf.
Als die Hildesheimer Bürger eine Landwehranlage von Itzum bis zum Bruchgraben errichteten, wurde Bettmar deren östlichster Stützpunkt. Im Jahre 1431 erbaute man einen Wachturm und einen Schlagbaum, deren Bilder noch heute das Bettmarer Wappen zieren. Der Bettmarer Pass bildete den Durchlass der Heerstraße nach Braunschweig. An ihn erinnert noch heute der Straßenname Am Paß.
In der Folgezeit kam es häufig zu Auseinandersetzungen, während derer die Anlage häufig zerstört wurde. Im Jahre 1613 brannte das Hauptgebäude nieder, es wurde wieder errichtet und später noch erweitert. Erst 1819, als der Pass für die Stadt Hildesheim nicht mehr notwendig war, wurde die Anlage an einen Privatmann verkauft, der dort ein Wirtshaus einrichtete, das noch bis vor wenigen Jahren in Betrieb war. Eine Legende besagt, dass Napoleon auf seinem Feldzug nach Russland in Bettmar Station machte.
Von 1795 bis 1889 wurden die Bettmarer Kinder im alten Schulhaus unterrichtet, von 1889 bis 1970 in einem Neubau, der heute die Bettmarer Feuerwehr beherbergt. 
Als 1888 die Bahnstrecke Hildesheim-Braunschweig fertiggestellt wurde, baute man in Bettmar einen Bahnhof, an dem jedoch seit 1980 keine Züge mehr halten.
Am 1. März 1974 wurde Bettmar – im Zuge der niedersächsischen Verwaltungsreform – seiner Selbständigkeit enthoben und ist bis heute einer von zwölf Ortsteilen der Gemeinde Schellerten.

## Einwohnerdaten
- 1910: 405 Einwohner
- 1925: 396 Einwohner
- 1939: 374 Einwohner
- 1961: 594 Einwohner[2]
- 1970: 635 Einwohner[2]
- 2003: 720 Einwohner
- 2010: 835 Einwohner
- 2011: 888 Einwohner

## Sehenswürdigkeiten
- Katholische Pfarrkirche St. Katharina, 1895 nach Plänen von Richard Herzig im Stil der Neoromanik erbaut. Die Kirche ähnelt den anderen von Herzig erbauten Kirchengebäuden in Hildesheim und Umgebung, zum Beispiel der Bernwardskirche. In ihrem Innern fällt vor allem die ungewöhnliche bemalte Holzdecke auf. Seit 2014 gehört die Kirche zur Pfarrei St. Nikolaus mit Sitz in Ottbergen.
- Das Hauptgebäude des Bettmarer Passes, das bis vor wenigen Jahren als Gasthof genutzt wurde, ist noch an der Bundesstraße 1 Ecke Dinklarer Straße zu sehen. Man erkennt es an dem auf die Mauer gezeichneten Wappen Bettmars.
- Im alten Ortskern Bettmars sind einige gut erhaltene Bauern- und Fachwerkhäuser sehenswert, zum Beispiel in der Turmstraße.

## Verkehrsverbindungen
Montags bis freitags sowie an Samstagen bestehen mehrmals täglich Busverbindungen zwischen Hildesheim und Bettmar sowie zwischen Bettmar, Farmsen und anderen Ortsteilen der Gemeinde Schellerten. Der Bahnhof Bettmar lag an der Bahnstrecke Hildesheim–Braunschweig und war reiner Betriebsbahnhof; er wurde im Rahmen des zweigleisigen Ausbaus der Strecke aufgelassen.